# Horsham Township (comté de Montgomery, Pennsylvanie)
Pour les articles homonymes, voir Horsham Township.
Horsham Township est un township du comté de Montgomery, en Pennsylvanie, aux États-Unis.